# Extra Texture (Read All About It)
| 전문가 평가                   | 전문가 평가 |
| 평가 점수                     | 평가 점수   |
| 출처                          | 점수        |
| ----------------------------- | ----------- |
| AllMusic                      | [ 1 ]       |
| Blender                       | [ 2 ]       |
| Christgau's Record Guide      | C−          |
| Encyclopedia of Popular Music | [ 4 ]       |
| Mojo                          | [ 5 ]       |
| MusicHound                    | 2/5         |
| Music Story                   | [ 7 ]       |
| The Rolling Stone Album Guide | [ 8 ]       |
| Uncut                         | [ 9 ]       |

《Extra Texture (Read All About It)》는 1975년 9월 22일에 발매된 영국의 음악가 조지 해리슨의 여섯 번째 스튜디오 음반이다. 이 음반은 해리슨이 애플 레코드 및 EMI와 계약한 마지막 음반이며, 애플이 발행한 마지막 스튜디오 음반이다. 1974년 그의 라비 샹카르와의 북미 투어 및 좋지 않은 평가를 받은 《Dark Horse》 음반 이후 9개월 만에 발매되었다.
해리슨의 전 비틀즈 솔로 음반 중 《Extra Texture》는 그의 가사에 분명한 영적인 메시지가 결여된 유일한 음반이다. 해리슨이 다크 호스 레코드의 책임자로서 로스엔젤레스에서 일하고 있는 동안, 그것은 영국보다는 대부분 미국에서 녹음되었다. 게리 라이트, 데이비드 포스터, 짐 켈트너, 제시 에드 데이비스, 리언 러셀, 톰 스콧, 빌리 프레스턴, 짐 혼이 많은 기여 음악가들 중 한 명이다. 이 키보드 중심의 편곡은 솔 음악의 요소와 스모키 로빈슨의 영향을 통합하여 해리슨의 1970년대 초반 인기 있는 작품의 록과 포크 록 사운드에서 좀 더 벗어났음을 알려준다. 음악적인 내용과 대조적으로, 음반의 아트 디자인은 낙관적인 분위기를 전달하며 독특한 다이컷 커버와 텍스처링된 표면을 포함하고 있다.
비록 음반에 대한 평판이 좋지 않았지만, 《Extra Texture》는 발매 두 달 만에 미국 음반 산업 협회로부터 골드를 인증받았다. 이 곡은 모타운에서 영감을 받은 〈You〉에서 히트 싱글을 프로듀싱했는데, 1971년 공동 프로듀서인 필 스펙터와 함께 런던에서 녹음되었다. 이 음반에는 해리슨의 1968년 작 〈While My Guitar Gently Weeps〉의 후속편이자 그를 비난하는 사람들에 대한 반박인 〈This Guitar (Can't Keep From Crying)〉도 포함되어 있다. 이 음반은 해리슨 박스 세트인 《The Apple Years 1968–75》의 일부로 2014년 9월에 리마스터링되고 재발행되었다.

## 커버 아트 및 제목
이 음반의 아트 디자인은 캐피틀 레코드의 사내 디자이너인 로이 코하라가 맡았다. 해리슨은 이 삽화의 각 품목에 대한 스케치를 제공했고, 이 스케치는 포장 전체에 유머러스하고 "괴상한" 주제를 채택했다. 선명한 오렌지색 앞면 커버는 해리슨의 안쪽 소매, 파란색 색조의 그림이 보이는 "EXTRA TEXTURE"라는 단어 주위에 다이컷 디자인을 특징으로 했다. 그러나 일부 바이닐 판은 이 단어를 주황색 바탕에 단순한 파란색 텍스트로 표시하여 값비싼 오려내기 세부 사항을 없앴다. 비틀즈의 작가 브루스 스파이저에 따르면, 음반 제목과 함께, LP 커버에 사용된 얇은 판지는 "축구공에 사용된 동물 가죽"과 질감이 비슷했다고 한다. 앞면 커버에는 옴 기호가 포함되어 있으며, 각도가 있는 제목 텍스트 아래에 배치되어 있으며 파란색도 표시되어 있다. 안쪽 소매 뒷면에는 해리슨의 두 번째 헨리 그로스만 투어 사진이 있었는데, 무대 위에서 즐기고 있었다.

## 발매
《Dark Horse》 이후 9개월 만에 등장한 《Extra Texture》는 해리슨의 이전 비틀즈 이후 솔로 음반들보다 더 빨리 완성되었다. 그 성급함은 해리슨이 A&M 레코드로 EMI를 떠나기 전에 청중들과 함께 자신을 되찾고 싶다는 소망을 상징적으로 보여주는 것이었다. 〈World of Stone〉과 함께 싱글 〈You〉를 앞세운 이 음반은 1975년 9월 22일 미국에서 (애플 SW 3420으로) 그리고 10월 3일 영국에서 (애플 PAS 10009) 발행되었다. 《Extra Texture》의 발매과 동시에 해리슨의 허먼과의 인터뷰는 미국 전역의 많은 방송국에서 방송되었다.

## 곡 목록
모든 곡들은 조지 해리슨에 의해 작사/작곡하였다.
| #  | 제목                                     | 재생 시간 |
| -- | ---------------------------------------- | --------- |
| 1. | 〈You〉                                  | 3:41      |
| 2. | 〈The Answer's at the End〉              | 5:32      |
| 3. | 〈This Guitar (Can't Keep from Crying)〉 | 4:11      |
| 4. | 〈Ooh Baby (You Know That I Love You)〉  | 3:59      |
| 5. | 〈World of Stone〉                       | 4:40      |

| #  | 제목                                        | 재생 시간 |
| -- | ------------------------------------------- | --------- |
| 1. | 〈A Bit More of You〉                       | 0:45      |
| 2. | 〈Can't Stop Thinking About You〉           | 4:30      |
| 3. | 〈Tired of Midnight Blue〉                  | 4:51      |
| 4. | 〈Grey Cloudy Lies〉                        | 3:41      |
| 5. | 〈His Name Is Legs (Ladies and Gentlemen)〉 | 5:46      |

| #   | 제목                                     | 재생 시간 |
| --- | ---------------------------------------- | --------- |
| 11. | 〈This Guitar (Can't Keep from Crying)〉 | 3:55      |

## 인증
| 국가                       | 인증 | 판매량/출하량 |
| -------------------------- | ---- | ------------- |
| 미국 (RIAA)                | 골드 | 500,000^      |
| ^출하량을 기반으로 한 인증 |      |               |